# Bernardo I de Haldensleben
Bernardo I de Haldensleben ou Bernard de Haldensleben ou também Bernhard de de Haldensleben (? - 1051) foi marquês da Marca do Norte desde o ano 1009 até sua morte. 

## Biografia
Foi filho de Teodorico de Haldensleben e um rival dos condes de Walbeck, um dos quais, Werner de Walbeck, ele conseguiu se apoderar dos territórios após a sua deposição.
Entre 1016 e 1017, Bernardo de Haldensleben esteve em rivalidades com Gero de Magdeburgo, Arcebispo de Magdeburgo e em consequências disso com o imperador Henrique II, Sacro Imperador Romano sobre as ambições da igreja de Magdeburgo.
O Imperador é obrigado a intervir forçando Bernardo I a pagar a Gero £ 500 de prata em compensação do ataque que os seus homens tinham feito à cidade de Magdeburgo.
Bernardo I, apesar de não ter o mesmo título de nobreza foi tratado como um igual pelo seu senhor feudal, o duque da Saxónia.
Casou-se com uma filha ilegítima de Vladimir I de Quieve, dito "o Grande" (c. 958 – 15 de Agosto de 1015),  grão-duque de Quieve e foi sucedido como marquês por seu filho mais velho Guilherme de Haldensleben, em 1051, ano da sua morte. O seu segundo filho, Conrado de Haldensleben, ficou com os territórios de Haldensleben. 

## Relações familiares
Foi filho de Teodorico de Haldensleben (? - 985) e casado com um filha ilegítima de Vladimir I de Quieve, dito "o Grande" (c. 958 – 15 de Agosto de 1015),  grão-duque de Quieve., condessa de Orlamünde, com quem teve:
1. Guilherme da Marca do Norte,
2. Conrado de Haldensleben  (? - 1056),
3. Teutberga de Haldensleben,
4. Oda de Haldensleben,
5. Otelindis de Haldensleben casou com Teodorico III da Holanda (993 - 27 de maio de 1039) que foi conde da Holanda de 993 a 27 de maio de 1039.[4]